# 太空城 (小说)
《太空城》（英語：Moonraker）是英国作家伊恩·弗莱明创作的第三本詹姆斯·邦德系列小说，1955年4月5日经乔纳森·凯普出版社在英国首发，封面同样是弗莱明的构想。小说情节源自弗莱明创作的剧本，长度上达不到小说标准，所以他增加邦德和实业家雨果·德拉克斯的桥牌赌局。邦德在小说后半部分被借调充当德拉克斯的工作人员，与其他人一起建造用于防卫英格兰的“太空城”原型导弹。但邦德也不知道的是，德拉克斯是德国人，曾是纳粹党员，如今为苏联卖命，计划在火箭上安装核弹头并朝伦敦发射。《太空城》的所有情节都以英国为背景，在所有邦德小说中少見，部分读者因此批评作品缺乏异国风情。
与前两部小说一样，《太空城》赢得评论界普遍赞誉。书中借用20世纪50年代西方世界的多种恐惧情绪，如遭遇导弹攻击（受第二次世界大战期间的V-2火箭袭击影响）、核毁灭、苏共、纳粹主义死灰复燃，以及两种意识形态构成的“内部威胁”。《太空城》發行後有许多改编作品，如1956年鲍勃·霍尔尼斯主持的南非电台广播节目，1958年《每日快報》的连环漫画。1979年的Eon制片公司第十一部詹姆斯·邦德系列电影片名和书名相同，是罗杰·摩尔第四次扮演邦德，但情节大相径庭，包含太空旅行和大战。

## 内容简介
英国秘密情報局主管要求手下特工詹姆斯·邦德（代号“007”）前往刀锋俱乐部（Blades Club）会合。俱乐部商人会员、千万富翁雨果·德拉克斯（Hugo Drax）在桥牌赌局中大杀四方，胜率高得不合理。怀疑德拉克斯出千，虽然表面对此觉得无所谓，但想知道为什么他身为千万富翁和民族英雄却会做出赌博出千这种事。邦德确定德拉克斯在做手脚，也够耍手段反败为胜，赢走1.5万英镑。
德拉克斯背景神秘，据称连本人也不知道过去的身份。公开消息称他是第二次世界大战期间的英国军人，被德国破坏分子放置在英军野战指挥部的炸弹炸成重伤导致失忆。在陆军医院经过长时间疗养康复后，他返回故土办实业发了大财。积累可观财富并在商界和社会上站稳脚跟后，德拉克斯投身英国首个核导弹计划“太空城”，用于保护祖国抵御冷战敌对阵营。太空城火箭是升级版V-2火箭，用液氢和氟充当推进剂，并使用德拉克斯垄断的铌铁矿，确保火箭发动机可以承受超高的燃烧温度，这又使太空城能够使用大推力燃料，大幅扩张有效射程。
英国军需部参与太空城计划的安全人员被枪杀，派邦德取而代之，同时调查导弹制造基地的情况。基地位于多佛尔和迪尔之间的英格兰南岸地区，所有参与计划的火箭科学家都是德裔。邦德抵达基地工作岗位后结识德拉克斯漂亮的私人助理加拉·布兰德（Gala Brand），她实际上是特别行动科卧底警察。邦德还发现，军需部人员很可能是因为看到近海的潜艇被灭口。
德拉克斯的仆从克雷布斯（Krebs）在窥探邦德房间时被发现，不久，邦德和布兰德一起在多佛尔悬崖下游泳，但却差点死于他人有意引发的山崩。与德拉克斯一起前往伦敦后，布兰德取得德拉克斯口袋里的笔记本，将内容和自己记下的发射轨迹对比后终于明白太空城计划的真相。她很快就被克雷布斯抓住，关在伦敦核心地带隐匿的秘密无线电归航台，这里将充当导弹制导系统的信标。德拉克斯把布兰德抓回太空城基地，企图救援的邦德也被德拉克斯和克雷布斯俘虏。
德拉克斯告诉邦德，他从未失忆，也根本不是英国军人。他的真实身份是雨果·冯·德·德拉奇（Hugo von der Drache）伯爵，是纳粹人狼行動突击队指挥。当年就是他带队将汽车炸弹放在英军野战指挥部，只是在引爆时负伤。他在入院治疗后自称失忆，目的不过是逃避盟军报复，由此又获得全新的英国人身份。德拉克斯依旧忠于纳粹，这次行动纯属报复，不但因为英国在战争中打败他的祖国，还因为儿时在英格兰寄宿学校成长期间因身份遭受歧视。他现在计划用苏联提供的核弹头摧毁伦敦，并且弹头已经秘密装进太空城。他还计划投资股票市场，借提前一天预知核弹爆炸的机会大赚一笔。
布兰德和邦德被关的地方与火箭发射点相通，发动机一旦点火，他们就会被彻底焚化，但两人在发射前不久逃脱。布兰德将所需坐标告诉邦德，以便他利用陀螺仪把太空城转射进大海。一直在同苏联情报部门合作的德拉克斯及党羽乘苏联潜艇逃跑，但却被转向的太空城炸个正着。邦德在总部汇报后与布兰德见面，希望能在一起，但布兰德透露她已与特别行动科的同僚订婚，两人再度分开。

## 背景和创作过程
1953年初，电影制片人亚历山大·科达看过校对版《生死关头》后告诉作者伊恩·弗莱明，书很好看，但不适合拍成电影。弗莱明回复，他的下一部小说就是从剧本构想上扩充而成，以伦敦和肯特郡为背景，还称书中地点适合“出众的电影设定”。

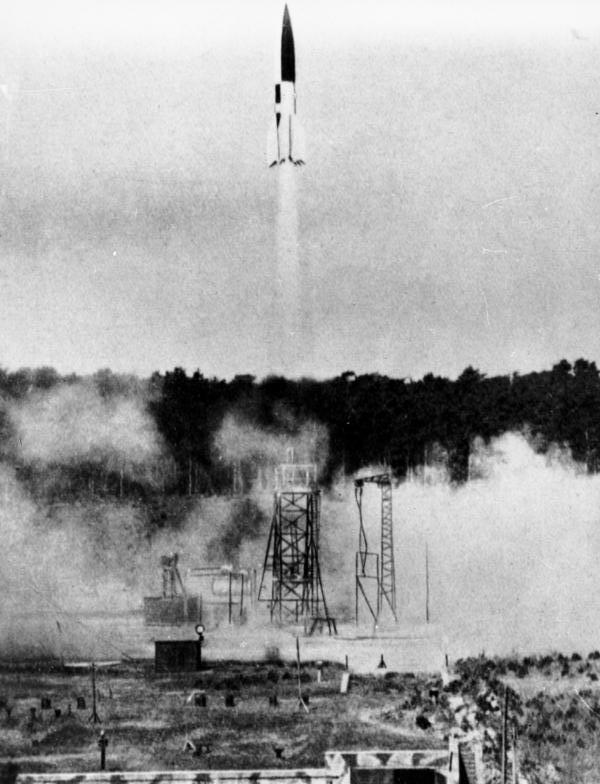
1943年夏发射的V-2火箭，二战期间这种火箭的威胁是本片情节基础

弗莱明为创作《太空城》开展大量背景研究。他向《星期日泰晤士報》记者同僚安东尼·特里（Anthony Terry）了解二战德国抵抗行动人狼行動和德国-2火箭，还致信科幻作家亞瑟·查理斯·克拉克和英国星际学会（British Interplanetary Society）进一步研究火箭信息。弗莱明前往温坡街造访精神科医生埃里克·斯特劳斯（Eric Strauss），讨论自戀型人格疾患的特征；斯特劳斯把书《天才男子》（Men of Genius）借给他，书中将自戀型人格疾患和童年时吸吮手指的习惯联系起来。弗莱明笔下的德拉克斯因此有牙間隙，这在吸吮手指的人身上很常见。据弗莱明的传记作家安德鲁·莱切特（Andrew Lycett）记载，作者希望《太空城》成为他当时最雄心勃勃、最富个人风格的作品。弗莱明很喜欢打扑克，对1890年皇家百家乐丑闻背后的故事非常感兴趣，曾于1953年与当年在场的女子见面，还因所提问题太过尖锐导致女子当场哭起来。
1954年1月，弗莱明和夫人安（Ann）来到牙买加黄金眼庄园（Goldeneye estate），他们每年都在这里度假两个月。弗莱明已经完成两本邦德系列小说，处女作《皇家赌场》于1953年4月出版，《生死关头》也马上就要发行。他抵达庄园后马上开始创作《太空城》。1963年5月，他在《书与书虫》（Books and Bookmen）杂志介绍写作技巧，自称“早上大概写三个钟头……晚上六到七点再写一小时。我从不修改，也从不回头检视写出来的东西……照我的办法，你一天也能写两千字”。弗莱明到2月24日已完成三万多字，但在写给朋友的信中表示，新作已经开始有恶搞两部前作的感觉。作者所留原件附有以下说明：“本文写于1954年1至2月并于一年后出版，根据我构想多年的电影剧本改编”。弗莱明后来表示，原有构想对于小说来说太简短，所以他“只能一定程度上将书的上半部与电影构想结合，达成小说应有的长度”。
作者为小说想过多个书名，其中《太空城》（The Moonraker）是首选，但诺埃尔·科沃德告诉他，坦尼森·杰西（F. Tennyson Jesse）已写过同名小说。弗莱明接下来考虑的书名包括《太空城之秘》（The Moonraker Secret）、《太空城的阴谋》（The Moonraker Plot）、《非人元素》（The Inhuman Element）、《标记宽度》（Wide of the Mark）、《地狱机器》（The Infernal Machine）、《周一真要命》（Mondays are Hell）和《晴天背后》（Out of the Clear Sky）。乔纳森·凯普出版社的乔治·伦·霍华德（George Wren Howard）建议《邦德与太空城》（Bond & the Moonraker）、《太空城的恐怖》（The Moonraker Scare）和《太空城计划》（The Moonraker Plan）；朋友兼作家威廉·普洛默（William Plomer）提议《地狱在此》（Hell is Here）；最终敲定的《太空城》（Moonraker）是把弗莱明首选书名去掉开头的定冠词，源自伦·霍华德的建议。
弗莱明的小说中没有明确说明日期，但有两位作家根据所有詹姆斯·邦德系列小说反映的情节和局势推导出时间轴。约翰·格里斯沃尔德（John Griswold）和亨利·钱斯洛（Henry Chancellor）都曾代表伊恩·弗莱明出版社创作图书，两人认为《太空城》的故事发生在1953年，其中格里斯沃尔德的推断更精确，认为是在这年五月。

## 发展

### 情节灵感

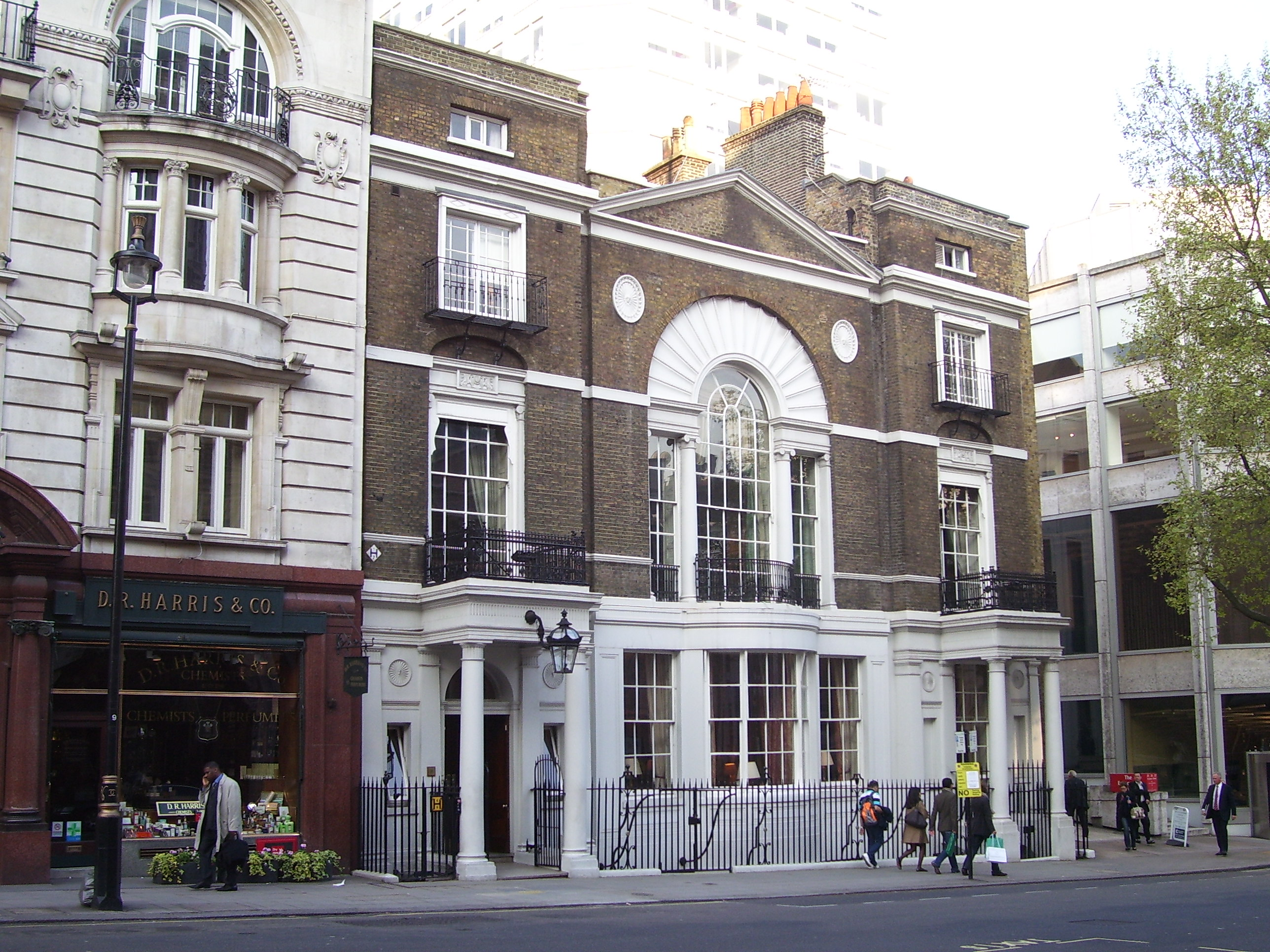
伦敦波德尔紳士俱樂部是书中刀锋俱乐部的原型，弗莱明是包括波德尔在内三家俱乐部的会员

所有詹姆斯·邦德系列小说中只有《太空城》的情节全部发生在英国境内，书中所涉地点基本源自作者个人经历，借此描写他对英格兰最珍视的部分，如包括多佛白色懸崖在内的肯特郡乡间，以及伦敦的俱乐部。弗莱明在多佛尔附近的克里夫的圣玛格丽特（St Margaret's at Cliffe）拥有房产，他竭力了解当地细节，例如把车借给继子测算伦敦开车到迪尔所需时间，用于描写书中追车桥段。他用在伦敦俱乐部的个人经历充当刀锋俱乐部情节背景。弗莱明是伦敦波德尔俱乐部、怀特俱乐部和波特兰俱乐部的会员，估计刀锋俱乐部便是波德尔和波特兰俱乐部的综合体。作家迈克尔·迪布丁（Michael Dibdin）断定，《太空城》中刀锋俱乐部的桥段是弗莱明一生创作的巅峰。
小说前几章关注邦德的私生活，作者在描写中融入个人生活习惯，还像前两部小说一样把他在现实生活中的朋友写到书里：雨果·德拉克斯源自作者妻弟雨果·查特里斯（Hugo Charteris）和在皇家海军的熟人雷金纳德·德拉克斯（Reginald Drax）爵士上将， 弗莱明“看起来邋里邋遢”的朋友达夫·萨瑟兰（Duff Sutherland）成为刀锋俱乐部的桥牌赌客。文中的苏格兰场警务总监罗尼·瓦伦斯（Ronnie Vallance）姓名也有两个来源，一个是真正的苏格兰场助理警务总监罗纳德·豪（Ronald Howe），另一个是向弗莱明提供会计服务的瓦伦斯洛极公司（Vallance Lodge & Co.）。其他情节元素源自弗莱明对英国陆军秘密单位T部队（T-Force）战时行动的了解，该单位主要负责在弗莱明建立的第30突击队解散后继续完成任务。

### 人物
作家雷蒙德·本森（Raymond Benson）认为，《太空城》比弗莱明之前的作品更内省、更有深度，所以作者能在人物刻画上更进一步。邦德的形象因此更显丰满和立体，相比之下，他在《皇家赌场》和《生死关头》里就要浅薄得多。小说以邦德在家的日常事务开场，即“上午十点到下午六点相对自由的办公时间……晚上同几位密友打打牌……或是从那三个勾搭上的有夫之妇里随便找一个，做场也就那么回事儿的爱”。这样的生活方式和弗莱明本人基本一致，新闻工作者兼作家马修·帕克（Matthew Parker）认为，作者的生活方式令书中人物显得有些“坏心眼”。钱斯洛认为，书中还体现邦德的其他恶习：热衷赌博（在1955年的英国尚属非法，仅私人俱乐部例外），酗酒吸毒，但这对于战后英国上流社会圈子来说都不算什么。准备上场和德拉克斯对赌前，邦德喝下一杯伏特加马提尼酒、两瓶香槟、一瓶白兰地，还与一起喝掉一瓶伏特加；他还在香槟中混入苯扎啉（安非他命的一种）喝下去。《泰晤士报》新闻工作者兼历史学家本·麦金太尔（Ben Macintyre）指出，喝酒对弗莱明来说等于“放松、礼仪和可靠”。二战期间，军人经常依靠苯扎啉来保持清醒和警惕，弗莱明偶尔也会吸入。
与过去和未来邦德的许多对手一样，德拉克斯的身体存在异常。他的肩膀非常宽阔，头很大，牙齿突出且有牙间隙，脸部因战时炸弹爆炸留下严重疤痕。写过多部邦德小说的作家金斯利·艾米斯和本森都认为，德拉克斯是经典邦德小说中塑造最成功的反派。艾米斯进一步指出，这主要是“因为人物身上融合的想象和力道最多。他生活在现实世界……他的形象就能撑起《太空城》”。钱斯洛也抱同样看法，认为德拉克斯可能是弗莱明笔下最真实可信的坏蛋。文化史学家杰里米·布莱克（Jeremy Black）指出，与前两部邦德小说的大反派勒·希弗斯（Le Chiffre）和“老大”一样，德拉克斯的来历和战时历史对人物理解至关重要。他和多部经典邦德小说的大反派一样是德国人，让20世纪50年代的英国读者想起那熟悉的威胁德拉克斯没有妻子或女友，根据弗莱明的创作规范，这在邦德的世界中也代表不正常。
本森对布兰德评价不佳，认为她是经典邦德小说中很不起眼的女角色，“退步到（《皇家赌场》中）慧絲柏·蓮的僵化塑造水平”。布兰德对邦德没什么兴趣，导致小说缺乏性张力，她在经典邦德小说中独树一帜，没有成为邦德的女人。对此文化史学家珍妮特·伍拉科特（Janet Woollacott）和托尼·贝内特（Tony Bennett）认为，布兰德对邦德的克制态度不是因为冷漠，而是因为她已经与警局同僚订婚。
本书对的刻画也比前两作更显丰满，刀锋俱乐部的情节是他首次出现在工作以外场合。俱乐部的会员数量严格限制在两百人，每人必须自证拥有十万英镑现金或金边债券，但书中始终没有说明这笔钱从何而来。艾米斯的著作《詹姆斯·邦德卷宗》（The James Bond Dossier）声称，以的薪酬水平，他能加入刀锋俱乐部实在让人百思不得其解，他还进一步指出，弗莱明1963年的小说《女王密使》（On Her Majesty's Secret Service）已经明确揭示，身为秘密情报局主管的年薪6500英镑。

## 风格
本森将小说章节末尾用于吸引读者继续观看下一章的悬念设定称为“弗莱明式收尾”，但《太空城》因动作场面较少等原因在这方面不像前两部小说突出。
文学分析家勒罗伊·潘尼克（LeRoy L. Panek）在检视20世纪英国谍报小说的著作中指出，弗莱明在《太空城》中运用的笔法相对惊悚体裁而言倒更接近侦破文学。这种特点在全书情节始终贯彻得淋漓尽致，德拉克斯的邪恶计划直到很晚才揭露。布莱克认为小说的情节完全由火箭发射决定，从向邦德指派任务到火箭发射一共只有四天时间。艾米斯感觉故事结尾“过于仓促”。
《太空城》沿用弗莱明在其他作品中用过的类似设立，即赌局这样主要人物间看似微不足道的情节，到后面可能成为火箭阴谋这类大发现的关键。迪布丁视赌局为人物间共同的纽带，所以牌局只是“更高赌注……后续遭遇的热身”。文学评论家丹尼尔·费雷拉斯·萨沃伊（Daniel Ferreras Savoye）表示，邦德和反派的争斗就像游戏，代表“秩序和无序间的永恒斗争”，在所有邦德小说中都很常见。

## 主题

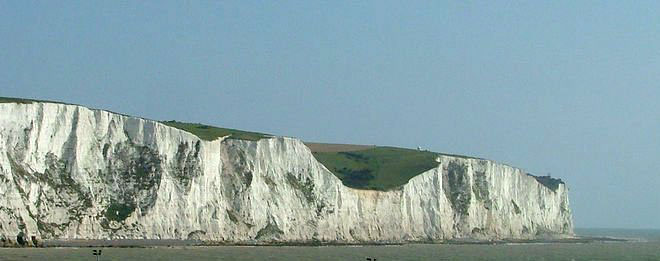
布莱克认为，多佛白色懸崖仿佛英国图腾，令《太空城》成为“最英国的邦德小说”。

马修·帕克将《太空城》称为“英格兰圣歌”，弗莱明对多佛白色懸崖和伦敦核心区的描写就是明证。即便憎恨英格兰的克雷布斯，面对肯特郡乡间美景也深受触动。小说将英格兰——特别是伦敦和肯特郡——置于冷战前线，所受威胁又反过来证明这是多么重要的地方。贝内特和伍拉科特认为，《太空城》展现英格兰的美德、优势和国族认同，“英格兰的世界安静有序”，但在书中需要面对德拉克斯带来的威胁。
文学批评家梅尔·斯特恩伯格（Meir Sternberg）认为，德拉克斯和邦德的对抗就体现出英格兰国族认同。德拉克斯的真名德拉奇在德语中意指龙，他的对手邦德就像圣乔治
《太空城》也像《皇家赌场》和《生死关头》一样涉及“内部叛徒”。德拉克斯本名雨果·冯·德·德拉奇，是“伪装成英国绅士的狂妄德国纳粹”，克雷布斯则与希特勒的最后一任参谋总长同姓。布莱克认为，作者将德国人设为小说大反派，是在利用20世纪50年代英国文化中存在的反感情绪。二战结束后，德国人就成为理所当然的负面宣传目标。纳粹和苏联都是弗莱明担心的敌人，双方在《太空城》一起出现，身为德国人的德拉克斯与苏联合作，苏联不但提供原子弹，还向德拉克斯提供后勤支持。纳粹曾在二战期间使用-2火箭袭击英国，20世纪50年代的读者仍对海外火箭攻击心怀恐惧，这种心理便是《太空城》的构想基础。小说还将威胁程度进一步提升，火箭是在英格兰本土发射，旨在摧毁伦敦，“终结英国刀枪不入”的神话。

## 出版和评价

### 出版史
1955年4月5日，乔纳森·凯普出版社（Jonathan Cape）在英国发行《太空城》精装本，封面由肯尼斯·刘易斯（Kenneth Lewis）遵照弗莱明的建议设计，采用程式化的火焰图案，初版共列印9900本。同年9月20日，小说通过麥克米倫出版公司在美国上市。1956年10月，图书出版社在英国发行小说平装本，这年结束前就卖掉4.3万本。同年12月，永久图书（Permabooks）发行美国平装本，书名改为《过于棘手》（Too Hot to Handle）。该版将英式成语改写成美式惯常用语，弗莱明还提供许多解释说明，如英国货币和美元的价值换算等。此后小说除多次再版精装本和平装本外，还翻译成多种语言且从未绝版。

### 评价

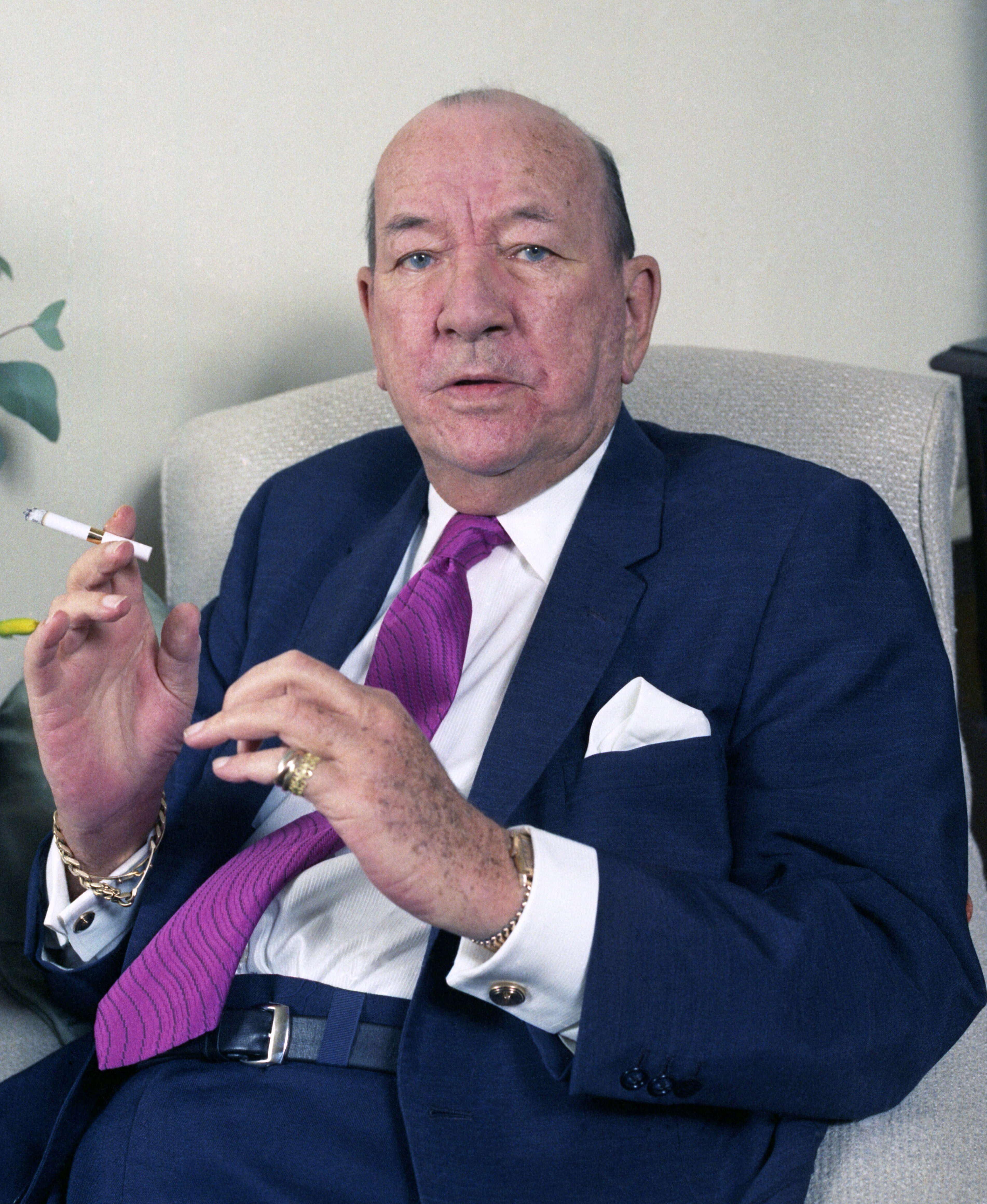
诺埃尔·科沃德认为前三部邦德小说以《太空城》最佳

弗莱明的朋友（也是在牙买加度假时的邻居）诺埃尔·科沃德认为，《太空城》是弗莱明此时最优异的作品，“虽然还是有些牵强，但不像前两部那么夸张……他有非凡的观察力，而且在描写上很有天份，（笔触）活灵活现”。不过，弗莱明收到不少读者来信，批评书中缺乏异国情调，其中一封还向作者抗议：“我们想自我摆脱，而不是坐在多佛尔的海滩上”。
朱利安·西蒙斯（Julian Symons）在《泰晤士报文学增刊》（The Times Literary Supplement）发文，对《太空城》感到失望，批评作者“恶搞惊悚体裁……的倾向在小说后半部喧宾夺主”。《觀察家報》刊登莫里斯·理查森（Maurice Richardson）的评论，敦促读者“切勿错过”，称“虽有些难以置信，但弗莱明先生（的小说）依然好看到令人无法抗拒”。《听众》（The Listener）杂志的希拉里·科克（Hilary Corke）赞扬“弗莱明是极具成就的惊悚小说家”，《太空城》就像作者的其他作品一样“好看到令人无话可说”。他还告诫弗莱明立足现实，不要过分戏剧化，称：“弗莱明先生显然已经太有成就，根本不需要依靠那些充满混乱和流血的噱头：他能让我们专心看完三百页，书中不用多流一滴血（指不用任何噱头），完全符合《威尼斯商人》中律师向犹太商人夏洛克提出的要求”。《苏格兰人报》发文称赞作者对紧张刺激情节的处理得心应手，令人惊叹不已。
《旁觀者》刊登约翰·梅特卡夫（John Metcalf）的评论，称阅读本文能带来禁忌般的快感，坐火车时一定要带本去看，但与弗莱明最顶尖的作品尚有差距。弗莱明传记作者约翰·皮尔森（John Pearson）口中“彻头彻尾的反邦德兼反弗莱明狂热分子”、《纽约时报》评论员安东尼·布彻（Anthony Boucher）一方面赞扬弗莱明对赌局的描写比其他作家都要生动，另一方面又称小说其他部分都达不到如此水准。理查德·李斯特（Richard Lister）在《新政治家》发文，认为“弗莱明先生光芒四射而且不可阻挡”。《华盛顿邮报》刊登阿尔·马诺拉（Al Manola）的文章，赞扬太空城“融神秘富翁、丰富描写和坚定英雄主义的英国（文学）传统于一体”，“很可能是本月最佳动作小说”。

## 改编作品

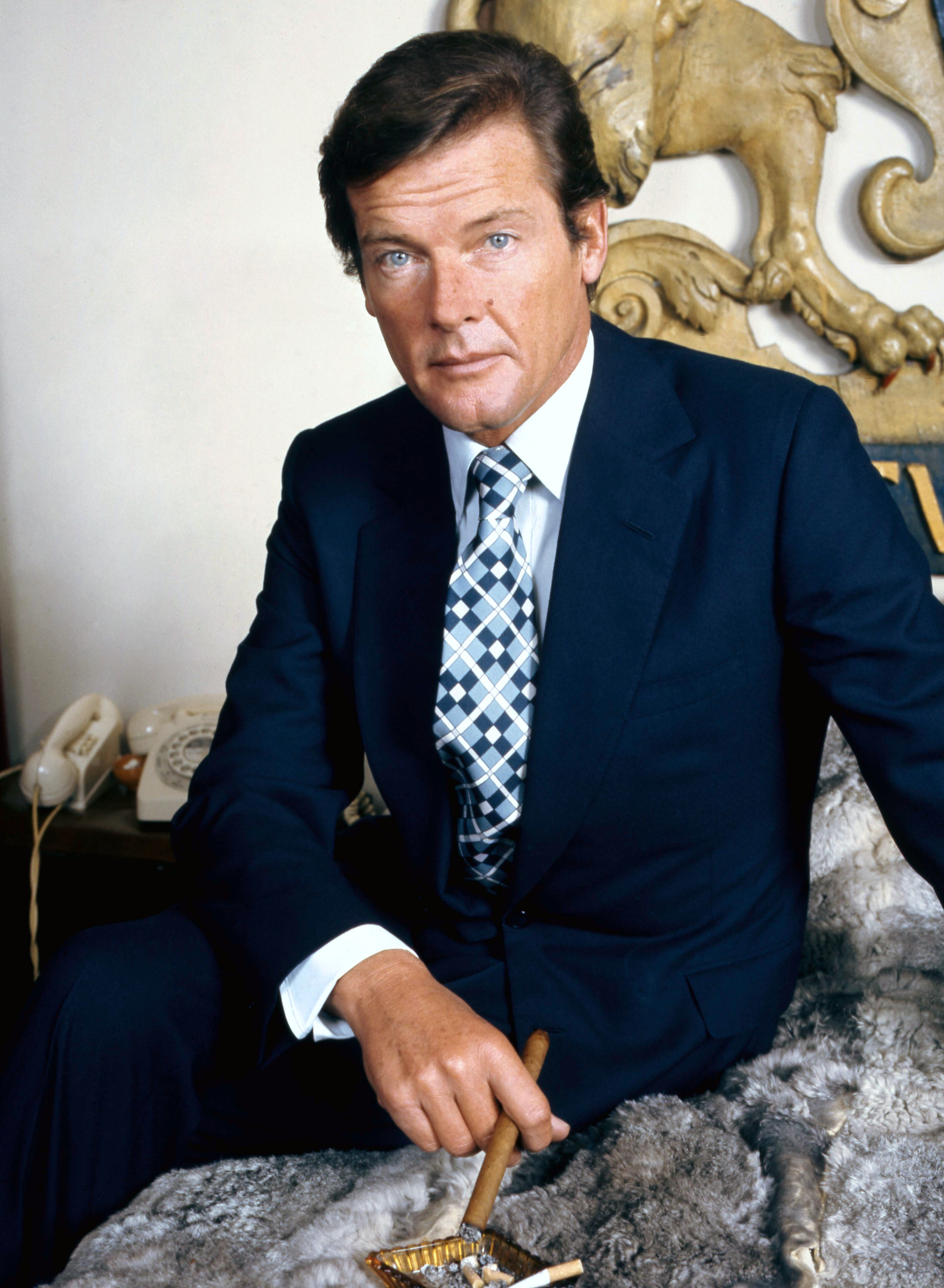
罗杰·摩尔在1979年的同名改编电影中扮演邦德

1955年，男演员约翰·佩恩试图取得本书的电影改编版权，但希望最终落空。兰克影业（Rank Organisation）也一度达成拍片协议，但同样未能落实。
1961年制片公司购买电影改编版权的邦德小说不包括《太空城》，但该公司于1969年取得版权，委聘盖瑞·安德森（Gerry Anderson）制片并编剧。安德森与托尼·巴威克（Tony Barwick）完成70页的剧本，但从未拍成电影，只有部分内容与《鐵金剛勇破海底城》的最终剧本接近。
《太空城》的首部改编作品是1956年南非电台广播节目，鲍勃·霍尔尼斯（Bob Holness）为邦德配音。据《獨立報》记载，“当他打败企图主宰世界的邪恶罪犯时，联邦各地听众都为鲍勃充满文化气息的语调激动不已”。小说改编成连环漫画通过《每日快報》全球同步发行。连环漫画由安东尼·赫恩（Anthony Hern）创作，约翰·麦克卢斯基（John McLusky）绘图，从1959年3月30日开始按日连载，同年8月8日完结。2005年，泰坦图书（Titan Books）将《皇家赌场》、《生死关头》和《太空城》的连环漫画集结成书，纳入《皇家赌场》选集出版。
1979年，制片公司推出第十一部詹姆斯·邦德系列电影，片名与小说相同，由路易斯·吉爾伯特执导，艾伯特·布洛克里制片，是罗杰·摩尔第四次饰演邦德。书中的纳粹元素在电影中通过“优等种族”剧情主题间接保留。电影剧本属原创，制片商授权编剧克里斯托弗·伍德（Christopher Wood）将电影改编成小说《詹姆斯·邦德与太空城》（James Bond and Moonraker）。此外，《太空城》的部分元素还用在2002年电影《新鐵金剛之不日殺機》中，片中出现以刀锋俱乐部为背景的镜头。饰演米兰达·弗罗斯特（Miranda Frost）的女演员裴淳华后来表示，她的角色原本名叫加拉·布兰德。

### 脚注
1. ↑  Lycett 1996，第250頁.
2. ↑  Chancellor 2005，第224–25頁.
3. 1 2 3  Lycett 1996，第254頁.
4. 1 2 3  Chancellor 2005，第56頁.
5. 1 2  Lycett 1996，第253頁.
6. ↑  Matthew 2004.
7. ↑  Tomes 2010.
8. ↑  Chancellor 2005，第57頁.
9. 1 2  Benson 1988，第7頁.
10. ↑  Lycett 1996，第241, 255頁.
11. ↑  Lycett 1996，第255頁.
12. ↑  Faulks & Fleming 2009，第320頁.
13. ↑  Lycett 1996，第254–55頁.
14. ↑  Barnes & Hearn 2003，第130頁.
15. ↑  Lycett 1996，第276頁.
16. 1 2 3  Lycett 1996，第257頁.
17. 1 2 3 4  Griswold 2006，第105頁.
18. ↑  Griswold 2006，第13頁.
19. ↑  Chancellor 2005，第98–99頁.
20. ↑  Black 2005，第64頁.
21. 1 2  Black 2005，第23頁.
22. ↑  Macintyre 2008，第180頁.
23. 1 2  Fleming & Dibdin 2006，第vi頁.
24. ↑  Macintyre 2008，第88頁.
25. 1 2  Chancellor 2005，第113頁.
26. ↑  Longden 2009，第312頁.
27. ↑  Benson 1988，第98–99頁.
28. ↑  Fleming & Dibdin 2006，第10–11頁.
29. ↑  Macintyre 2008，第58頁.
30. ↑  Chancellor 2005，第71頁.
31. 1 2  Parker 2014，第181–182頁.
32. ↑  Chancellor 2005，第76–77頁.
33. ↑  Macintyre 2008，第176頁.
34. ↑  Macintyre 2008，第178–179頁.
35. ↑  Chancellor 2005，第77頁.
36. 1 2  Black 2005，第19頁.
37. ↑  Eco 2009，第38–39頁.
38. 1 2 3  Benson 1988，第99頁.
39. ↑  Eco 2009，第39頁.
40. ↑  Amis 1966，第70–71頁.
41. ↑  Chancellor 2005，第115頁.
42. 1 2  Black 2005，第17頁.
43. ↑  Lindner 2003，第81頁.
44. 1 2  Chancellor 2005，第121頁.
45. 1 2  Black 2005，第20頁.
46. ↑  Parker 2014，第181頁.
47. ↑  Bennett & Woollacott 1987，第100頁.
48. ↑  Savoye 2013，第24頁.
49. ↑  Benson 1988，第100頁.
50. 1 2  Clark 2020.
51. ↑  Comentale, Watt & Willman 2005，第153頁.
52. ↑  Amis 1966，第39頁.
53. ↑  Benson 1988，第85頁.
54. ↑  Benson 1988，第98頁.
55. ↑  Panek 1981，第211–12頁.
56. ↑  Amis 1966，第154–55頁.
57. ↑  Chapman 2009，第164頁.
58. ↑  Savoye 2013，第46頁.
59. ↑  Chapman 2009，第33頁.
60. ↑  Bennett & Woollacott 1987，第101頁.
61. 1 2  Sternberg 1983，第142–180頁.
62. 1 2 3  Black 2005，第16頁.
63. 1 2  Black 2005，第81頁.
64. ↑  Black 2005，第22頁.
65. 1 2 3  Benson 1988，第11頁.
66. ↑  Book collecting & Antiquarian Book Monthly.
67. ↑  Bennett & Woollacott 2003，第16–17頁.
68. ↑  Benson 1988，第11–12頁.
69. ↑  Editions of Moonraker by Ian Fleming & Goodreads.
70. ↑  Moonraker & WorldCat.
71. ↑  Parker 2014，第186–187頁.
72. ↑  Chancellor 2005，第159頁.
73. ↑  Parker 2014，第45頁.
74. 1 2  Symons 1955，第265頁.
75. 1 2  Richardson 1955，第15頁.
76. 1 2 3  Corke 1955，第903頁.
77. ↑  Untitled & The Economist 1955，第5頁.
78. ↑  Untitled & The Listener 1955.
79. ↑  Pearson 1967，第99頁.
80. ↑  Untitled & The Times 1955，第16頁.
81. 1 2  Manola 1955，第E7頁.
82. ↑  Chapman 2009，第44頁.
83. ↑  Hearn & Archer 2002，第187頁.
84. ↑  Bob Holness, former Blockbusters host, dies aged 83 & BBC 2012.
85. ↑  Roberts 2006，第14頁.
86. ↑  Fleming, Gammidge & McLusky 1988，第6頁.
87. ↑  O'Keeffe 2009，第29頁.
88. ↑  Barnes & Hearn 2003，第134頁.
89. ↑  Inside Moonraker & DVD 2003.
90. ↑  Britton 2005，第149頁.
91. ↑  裴淳华, Die Another Day & DVD 2003.

### 书籍
- Longden, Sean. . London: Constable & Robinson. 2009. ISBN 978-1-84529-727-5.
- Lycett, Andrew. . London: Phoenix. 1996. ISBN 978-1-85799-783-5.
- Macintyre, Ben. . London: Bloomsbury Publishing. 2008. ISBN 978-0-7475-9527-4.
- Matthew, H.C.G. .  線上版. 牛津大學出版社. 2004  [2020-09-13]. doi:10.1093/ref:odnb/32975. 需要订阅或英国公共图书馆会员资格 需要订阅或英国公共图书馆会员资格
- Panek, LeRoy. . Bowling Green, OH: Bowling Green University Popular Press. 1981  [2020-09-13]. ISBN 978-0-87972-178-7.
- Parker, Matthew. . London: Hutchinson. 2014. ISBN 978-0-09-195410-9.
- Savoye, Daniel Ferreras. . Jefferson, NC: McFarland. 2013. ISBN 978-0-7864-7056-3.
- Tomes, Jason. .  線上版. 牛津大學出版社. 2010  [2020-09-13]. doi:10.1093/ref:odnb/39392. 需要订阅或英国公共图书馆会员资格 需要订阅或英国公共图书馆会员资格
- Fleming, Ian; Dibdin, Michael. . London: Penguin Books. 2006. ISBN 978-0-14-102833-0.
- Griswold, John. . Bloomington, IN: AuthorHouse. 2006  [2020-09-13]. ISBN 978-1-4259-3100-1. （原始内容存档于2020-10-03）.
- Hearn, Marcus; Archer, Simon. . London: BBC Books. 2002. ISBN 978-0-563-53481-5.
- Lindner, Christoph. . Lindner, Christoph  (编). . Manchester: Manchester University Press. 2003. ISBN 978-0-7190-6541-5.
- Amis, Kingsley. . London: Pan Books. 1966. OCLC 154139618.
- Barnes, Alan; Hearn, Marcus. . London: Batsford. 2003  [2020-09-13]. ISBN 978-0-7134-8645-2. （原始内容存档于2020-10-03）.
- Bennett, Tony; Woollacott, Janet. . London: Routledge. 1987  [2020-09-13]. ISBN 978-0-416-01361-0.
- Bennett, Tony; Woollacott, Janet. . Lindner, Christoph  (编). . Manchester: Manchester University Press. 2003. ISBN 978-0-7190-6541-5.
- Benson, Raymond. . London: Boxtree Ltd. 1988. ISBN 978-1-85283-233-9.
- Black, Jeremy. . Lincoln, NE: University of Nebraska Press. 2005  [2020-09-13]. ISBN 978-0-8032-6240-9. （原始内容存档于2020-10-03）.
- Britton, Wesley Alan. . Westwood, CT: Greenwood Publishing Group. 2005. ISBN 978-0-275-98556-1.
- Chancellor, Henry. . London: John Murray. 2005. ISBN 978-0-7195-6815-2.
- Chapman, James. . New York: I.B. Tauris. 2009. ISBN 978-1-84511-515-9.
- Comentale, Edward P; Watt, Stephen; Willman, Skip. . Bloomington, IN: Indiana University Press. 2005  [2020-09-13]. ISBN 978-0-253-21743-1. （原始内容存档于2020-10-03）.
- Eco, Umberto. . Lindner, Christoph  (编). . Manchester: Manchester University Press. 2009. ISBN 978-0-7190-6541-5.
- Faulks, Sebastian; Fleming, Ian. . London: Penguin Books. 2009. ISBN 978-0-14-103545-1.
- Fleming, Ian; Gammidge, Henry; McLusky, John. . London: Titan Books. 1988. ISBN 1-85286-040-5.
- Pearson, John. . London: Pan Books. 1967. OCLC 60318176.

### 其他来源
- Clark, Gregory. . MeasuringWorth. 2020  [2020-09-14]. （原始内容存档于2020-01-12）.
- Sternberg, Meir. . Style (University Park, PA: Penn State University Press). Spring 1983, 17 (2): 142–180. JSTOR 42945465.
- . Antiquarian Book Monthly (Oxford). 2001-12, 28 (11): 52.
- . Goodreads.   [2017-11-22]. （原始内容存档于2017-11-22）.
- . WorldCat.   [2017-06-10]. （原始内容存档于2017-06-10）.
- Symons, Julian Gustave. . The Times Literary Supplement (London). 1955-05-20: 265.
- Richardson, Maurice. . The Observer (London). 1955-04-24: 15.
- Corke, Hilary. . The Listener (London). 1955-05-19: 903.
- . The Economist (London). 1955-04-30: 5.
- . The Listener (London). 1955-05-05.
- . The Times (London). 1955-04-28: 16.
- Manola, Al. . The Washington Post (Washington). 1955-10-16: E7.
- . BBC. 2012-01-06  [2020-09-15]. （原始内容存档于2020-02-13）.
- Roberts, Andrew. . The Independent (London). 2006-11-08: 14  [2020-09-14]. （原始内容存档于2020-10-03）.
- O'Keeffe, Alice. . The Bookseller (London). 2009-06-05: 29.
- (DVD). MGM Interactive Inc. 2003.
- Pike, Rosamund.  (DVD). MGM Home Entertainment. 2003.